# Google Play Böcker
Google Play Böcker är en tjänst för digital distribution av e-böcker som drivs av Google. Användare kan köpa och ladda ned e-böcker och ljudböcker från Google Play, som erbjuder mer än fem miljoner titlar. Böcker kan läsas på Google Plays särskilda webbsida för böcker, med en mobilapp tillgänglig för Android och iOS, med en e-bokläsare som stöds av Adobe Digital Editions, med en webbläsare eller upplästa via Google Home. Användare kan också ladda upp upp till 1000 e-böcker i formaten PDF och EPUB. Google Play Böcker startade i december 2010 som Google eBooks och finns i 75 länder.